# Kumbhamela

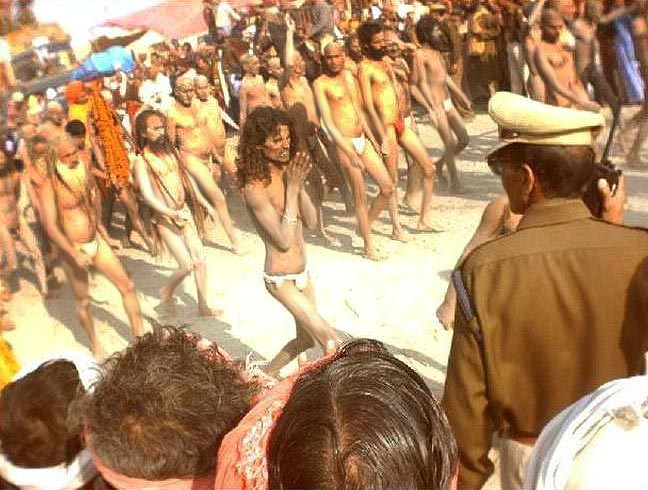
Maha Kumbhamela w Allahabadzie 2001 roku, uznana za największe zgromadzenie religijne w dziejach ludzkości – w uroczystościach brało wówczas udział około 70 milionów ludzi.

Kumbhamela (dewanagari कुंभमेला) – święto hinduistyczne, podczas którego zbierają się pielgrzymi oraz święci, mistrzowie duchowi i jogini. Najznakomitsza z kumbhamel to Mahakumbhamela (wielka-kumbhamela) odbywa się co 12 lat na przemian w jednym z czterech następujących miast: Allahabad, Haridwar, Ujjain, Nashik. Nieco mniejsze znaczenie dla prominentów i wyznawców całego hinduistycznego środowiska mają Ardhakumbhamele (pół-kumbhamele).
Według hinduistów Kumbhamela powinna być okazją do odnowienia starożytnej kultury hinduistycznej, umocnienia się w wierze i wprowadzania w życie nakazów religijnych wyznawców.
W 2017 roku kumbhamela została wpisana na listę niematerialnego dziedzictwa UNESCO.

## USA
10 września 2006 w Kalifornii odbyła się pierwsza amerykańska kumbhamela, wzorowana na indyjskich obchodach święta.